# 奧羅拉 (內布拉斯加州)
奧羅拉（英語：Aurora）是一個位於美國內布拉斯加州漢密爾頓縣的城市。根據2010年美國人口普查，該地共人口4479人，而該地的面積約為7.91平方千米。同時該地也是漢密爾頓縣的縣治。

## 地理
奧羅拉的座標為40°52′00″N 98°00′13″W / 40.86667°N 98.00361°W，而該地的平均海拔高度為546米（即1791英尺）。